# Dollhouse (мініальбом)
«Dollhouse» — перший мініальбом американської співачки Мелані Мартінес. Він був спродюсований і написаний у співавторстві з дуетом Kinetics & One Love й випущений 19 травня 2014 року на лейблі Atlantic Records.
Мініальбом посів четверте місце в чарті Billboard Heatseekers Albums.

## Передісторія та реліз
У 2012 році співачка з'явилась в третьому сезоні американського телешоу The Voice. У 2013 році, після завершення шоу, Мартінес почала записувати власну музику, і оголосила, що працює над мініальбомом. 7 квітня 2014 року вона розповіла, що підписала контракт з Atlantic.
Мініальбом спочатку називався «The Dollhouse», але потім назва була скорочена до «Dollhouse».
Після виходу мініальбому розпочався Dollhouse Tour, під час якого Мелані виконувала пісні з мініальбому та пісні, які повинні були ввійти до першого студійного альбому співачки Cry Baby.
Для просування альбому було виготовлено лише 3 000 примірників вінілу.

## Сингли
Трек «Dollhouse» був випущений як перший сингл з мініальбому в цифровому вигляді 10 лютого 2014 року. Написана та спродюсована Kinetics & One Love, пісня стала однією з найуспішніших в кар'єрі Мартінес. Музичне відео, зняте Натаном Сціалом і Томом Макнамарою, на даний момент (серпень 2022) налічує понад 340 мільйонів переглядів на YouTube-каналі співачки.
Другий сингл, «Carousel», був випущений 24 листопада 2014 року. Він мав більшу популярність, ніж перший сингл, в основному через появу у трейлері четвертого сезону телесеріалу-антології жахів «Американська історія жахів».

## Чарти
Dollhouse провів 13 тижнів у чарті Billboard Heatseekers Albums, де 7 червня 2014 року посів четверте місце.

## Трек-лист
Всі пісні написані самою Мелані, Тімом Сомерсом та Джеремі Дусольєтом. Продюсерами виступили Kinetics & One Love.
| #     | Назва                 | Тривалість |
| ----- | --------------------- | ---------- |
| 1.    | «Dollhouse»           | 3:50       |
| 2.    | «Carousel»            | 3:52       |
| 3.    | «Dead to Me»          | 3:30       |
| 4.    | «Bittersweat Tragedy» | 4:49       |
| 16:07 |                       |            |